# China Daily

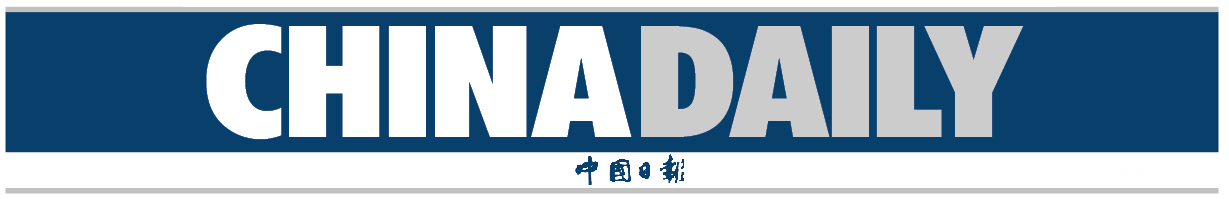
Logo

De China Daily is een dagelijkse Engelstalige krant in de Volksrepubliek China die door de overheid wordt gecontroleerd. Het is onderdeel van de staatsmedia van het communistische land. De krant is in 1981 opgericht en wordt ook uitgegeven in Hongkong, de Verenigde Staten en Europa. In de krant staan voornamelijk artikelen over het politieke beleid van de Chinese overheid.